# Подгорје (Бановићи)
Подгорје је насељено мјесто у Босни и Херцеговини, у општини Бановићи, које административно припада Федерацији Босне и Херцеговине. Према попису становништва из 1991. у насељу је живјело 1.177 становника.

## Становништво
| Националност       | 1991.          | 1981.          | 1971.        |
| Муслимани          | 1.072 (91,07%) | 1.216 (90,14%) | 873 (89,35%) |
| Срби               | 44 (3,73%)     | 89 (6,59%)     | 85 (8,70%)   |
| Хрвати             | 4 (0,33%)      | 5 (0,37%)      | 14 (1,43%)   |
| Југословени        | 23 (1,95%)     | 30 (2,22%)     | 1 (0,10%)    |
| остали и непознато | 34 (2,88%)     | 9 (0,66%)      | 4 (0,40%)    |
| Укупно             | 1.177          | 1.349          | 977          |